# Krištofova Gora, Štalenska gora
Krištofova Gora (nemško Christofberg) je naselje v občini Štalenska gora v okraju Celovec-dežela na Koroškem v Avstriji.

## Gkej tudi
- Krištofova Gora, Mostič